# Pharaildis

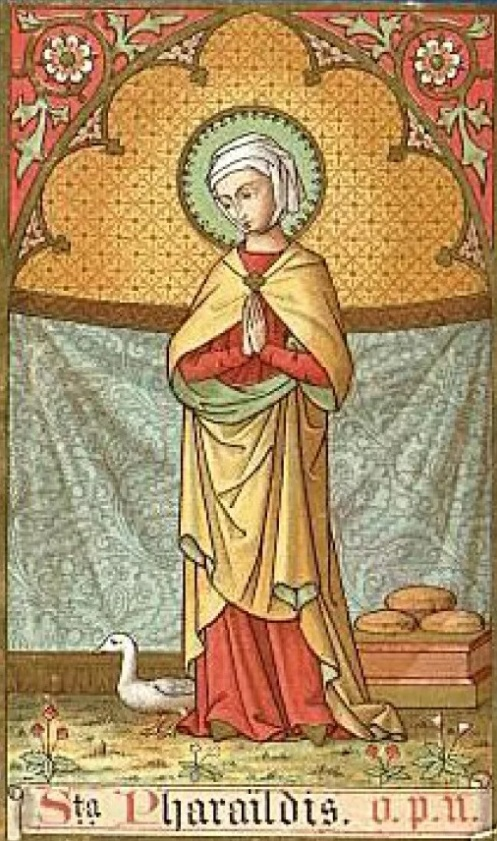
Hl. Pharaildis, Wandmalerei, 19. Jahrhundert

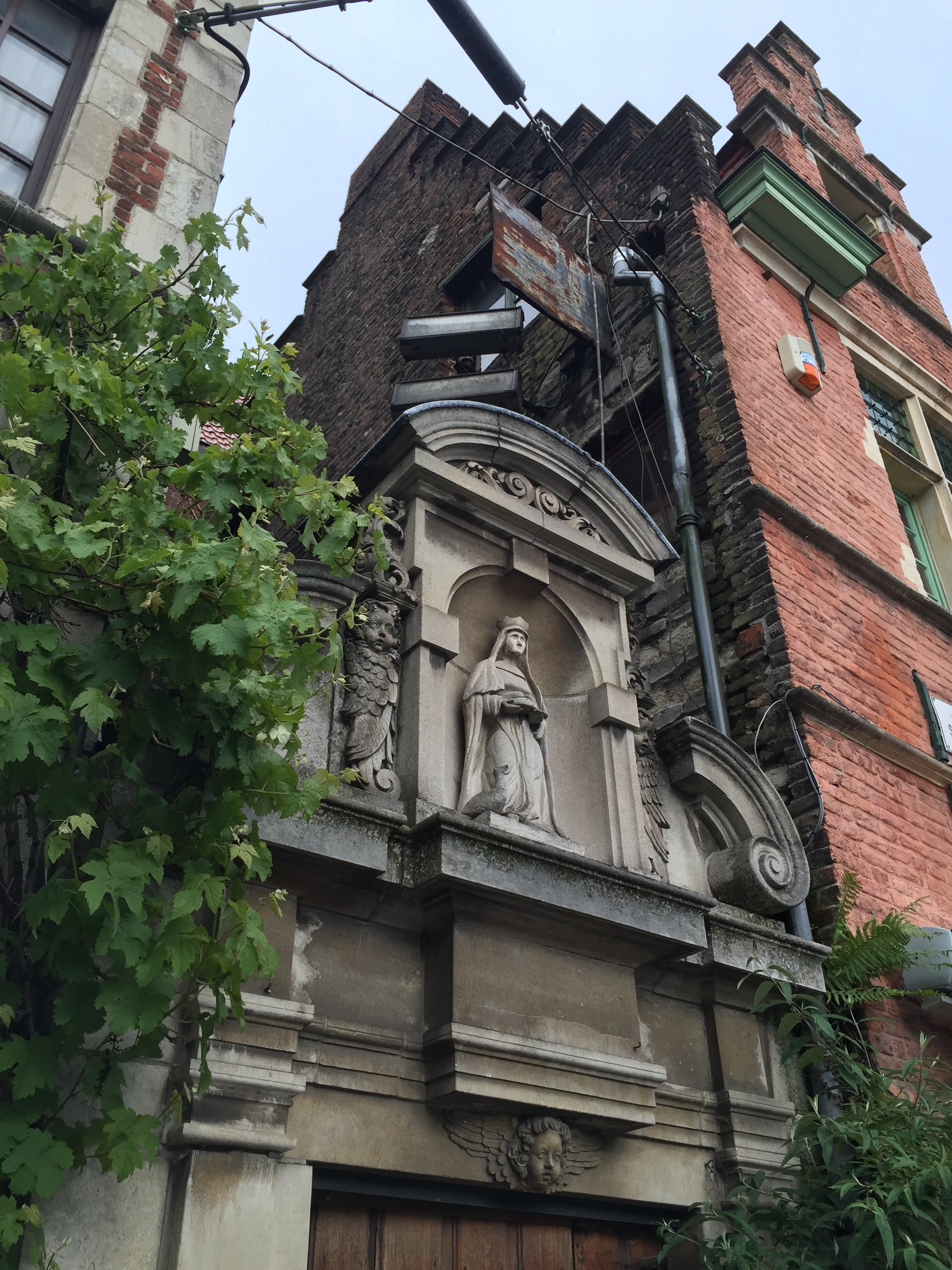
Pharaildisstatue am Sint-Veerleplein in Gent

Pharaildis oder Pharailde (niederländisch Veerle; * im 7. Jahrhundert; † im 8. Jahrhundert) ist eine besonders in Belgien verehrte Heilige der römisch-katholischen Kirche. Sie ist Schutzpatronin von Gent. Die ihr geweihte Sint-Veerlekerk am Sint-Veerleplein wurde jedoch 1581 abgerissen. Ihre Lebensdaten sind nicht genau überliefert. Man weiß aber, dass sie an einem 5. Januar im Alter von 90 Jahren starb.
Sie wurde sehr jung mit einem Adligen verheiratet, obwohl sie schon vorher ein Gelübde der Jungfräulichkeit abgelegt hatte. Ihr Ehemann bestand auf Erfüllung ihrer „ehelichen Pflichten“ und darauf, dass sie ihm und nicht Gott sexuell treu sein müsse. Da sie sich weigerte, ihm zu gehorchen, und für ihre nächtlichen Kirchenbesuche wurde sie von ihm misshandelt. Als ihr Ehemann starb, war sie noch Jungfrau und widmete ihr Leben fortan wohltätigen Zwecken.
In der Vita Gudilae wird berichtet, sie sei eine Schwester von Gudula von Brüssel, Reineldis und dem heiligen Emebert. Dazu finden sich keine Angaben in ihrer eigenen Biografie, der Vita Pharaildis.

## Verehrung
Pharaildis wurde schon im 9. Jahrhundert verehrt. Ihr ikonografisches Heiligenattribut ist die Gans.
Im Heiligenkalender ist der 5. Januar ihr Gedenktag. Fru Verelde war ein wichtiger Festtag in Gent im späten 19. Jahrhundert (beschrieben in Acte de Pharailde 1882).
Ihr werden einige Wunder zugeschrieben. Eine Überlieferung besagt, dass Pharaildis eine Quelle entspringen ließ, deren Wasser kranke Kinder heilte. Einer geizigen Frau verwandelte sie verstecktes Brot zu Stein.